# Cathédrale de Rieti
La cathédrale de Rieti est une église catholique romaine de Rieti, en Italie. Il s'agit de la cathédrale du diocèse de Rieti.